# Margarete Arnhold
Margarete Arnhold geborene Bode (* 29. April 1912 in Hannover; † 10. November 2003 in Jena) war eine deutsche  Funktionärin und Politikerin der DDR-Blockpartei LDPD. Sie war Abgeordnete der Volkskammer der DDR.

## Leben
Arnhold, Tochter einer Beamtenfamilie, studierte von 1931 bis 1936 an den Universitäten Göttingen, Wien, Genf und Marburg. Sie legte 1936 das Staatsexamen für Geschichte und Französisch, 1939 das Staatsexamen für Pädagogik ab. Sie unterrichtete 1939 in Alfeld, 1940 in Lehrte sowie 1941/42 in Gera. Nach dem Krieg war sie als Lehrerin, Schulrätin und Direktorin an der Grete-Unrein-Oberschule in Jena tätig. 1960 wurde sie Oberstudienrätin.
1946 trat Arnhold der Liberal-Demokratischen Partei (LDP, später LDPD) bei und übte in der Partei zunächst zahlreiche ehrenamtliche Funktionen aus. Sie war ab 1953 Kreisvorsitzende der LDPD in Jena und Mitglied des Bezirksvorstandes Gera. Von Dezember 1949 bis 1952 war sie Abgeordnete des Thüringer Landtages. Im September 1951 wurde sie Vizepräsidentin des Landtages. Nach der Bildung der Bezirke im Jahre 1952 gehörte sie als Abgeordnete bis 1963 dem Bezirkstag Gera an. Dort war sie ab 1961 Vorsitzende der Kommission für Volksbildung.
Ab 1947 Mitglied des Demokratischen Frauenbundes Deutschlands, war sie von 1952 bis 1954 Mitglied seines Bundesvorstandes.
Arnhold war in der vierten und fünften Wahlperiode (1963–1971) als Mitglied der LDPD-Fraktion Abgeordnete der Volkskammer. In beiden Wahlperioden gehörte sie dem Ausschuss für Volksbildung an.

## Auszeichnungen
- „Verdienter Lehrer des Volkes“
- Wilhelm-Külz-Ehrennadel
- Clara-Zetkin-Medaille (1960)
- Vaterländischer Verdienstorden in Bronze, in Silber und in Gold (1988)